# Iosef Timen
Iosef Timen (n. 10 februarie 1927 – d. 1992) a fost un deputat român în legislatura 1990-1992, ales în județul Cluj pe listele partidului FSN.